# Anastasija Griszyna
Anastasija Nikołajewna Griszyna, ros. Анастасия Николаевна Гришина (ur. 16 stycznia 1996 w Moskwie) – rosyjska gimnastyczka, srebrna medalistka olimpijska, 2-krotna wicemistrzyni Europy.

## Ordery i odznaczenia
- Medal «Za zasługi dla Ojczyzny» I stopnia (13 sierpnia 2012 roku) - za wielki wkład w rozwój kultury fizycznej i sportu, wysokie osiągnięcia na XXX Letnich Igrzyskach Olimpijskich w Londynie (Wielka Brytania)[2]
- Zasłużony Mistrz Sportu (20 sierpnia 2012 roku)